# Glandang
Glandang is een bestuurslaag in het regentschap Pemalang van de provincie Midden-Java, Indonesië. Glandang telt 2387 inwoners (volkstelling 2010).